# Jmol
Jmol은 화학 구조를 3차원으로 모델링하기 위한 컴퓨터 소프트웨어이다. Jmol은 교육용 툴 또는 화학 및 생화학과 같은 연구에 사용할 수 있는 분자의 3차원 표현을 나타내준다. Jmol은 프로그래밍 언어인 자바로 작성되었으므로 자바가 설치된 경우 마이크로소프트 윈도우, macOS, 리눅스, 유닉스 운영체제에서 실행할 수 있다. Jmol은 GNU 약소 일반 공중 사용 허가서 버전 2.0에 따라 출시된 자유-오픈 소스 소프트웨어이다.

## 같이 보기
- 화학 구조